# El Grinch (personaje)
El Grinch es un personaje creado por el Dr. Seuss. Se dice que odia la navidad, pero realmente odia la gente que la habita, porque son muy ruidosos. Su primera aparición fue en el libro infantil ¡Cómo El Grinch robó la Navidad! de 1957. En 1966 reapareció en un especial de televisión con el mismo nombre basado en el libro, producido por MGM Animation/Visual Arts Studio y dirigido por Chuck Jones.
En 1977, Seuss responde a las peticiones de sus fanes de crear más historias sobre El Grinch, y es por esto que escribe Halloween Is Grinch Night, un especial de Halloween para la CBS. Tal como su predecesora, esta secuela fue premiada con un Emmy. En 1982, Marvel produce el corto The Grinch Grinches the Cat in the Hat, el cual fue coproducido por el Dr. Seuss, bajo su verdadero nombre, Ted Geisel. Esta tercera aparición del personaje generó otros dos premios Emmy.

## General
El Grinch es considerado un símbolo de la Navidad, como una parodia de lo que el moderno mercantilismo de la fiesta produce. El personaje hace referencia al consumismo predominante y la preocupación solo por sí mismo, alejado completamente del mundo donde viven las personas, al final su corazón vuelve a latir dejando de lado su odio, convirtiéndose en el icono de la Navidad. Fuera del periodo navideño el término "Grinch" suele ser sinónimo de grouchy ("gruñón").

## ¡Cómo El Grinch robó la Navidad!(1992)
En 1992 se hizo otra versión, en la que Walter Matthau hizo la narración y la voz de El Grinch.

## Película

### Acción en vivo
En 2000 se estrenó una película con actores reales, dirigida por Ron Howard y protagonizada por Jim Carrey interpretando al personaje, que tuvo un gran éxito de taquilla. A pesar de su éxito, recibió muchas críticas negativas.

### Animación
En diciembre de 2017, se confirmó el estreno de la nueva película de El Grinch, previsto para noviembre de 2018, en la que el personaje aparecerá en sus años de infancia. La historia de Grinch fue adaptada en forma animada en 2018 por Illumination Entertainment, protagonizada por Benedict Cumberbatch como el personaje del título.

## Musical
Un musical fue estrenado en Broadway en 2006 con Patrick Page en el papel de El Grinch. A partir de 2008, Page fue sustituido por Stefán Karl Stefánsson.

## Apariciones de El Grinch
- Libro, película de televisión[5] y película[6]
- Halloween Is Grinch Night
- The Grinch Grinches the Cat in the Hat [7]
- Videojuego basado en la película[8]

## Otras apariciones
- El Grinch aparece en el episodio de Padre de familia titulado A Hero Sits Next Door, donde se le muestra como el responsable de la paraplejía de Joe Swanson, ya que este fue a detenerle una víspera de Navidad cuando estaba robando regalos en un orfanato. Tras detenerle, Joe cae del tejado al resbalar con un monopatín que le lanza El Grinch.
- En el episodio de Los Simpsons titulado Kill Gil: Vols. 1 & 2 aparece un personaje muy similar a El Grinch, llamado The Grumple, con el que Homer se pelea y le ordena que devuelva la Navidad. The Grumple vuelve a aparecer más veces a lo largo del episodio.
- Un personaje llamado Greench aparece en el juego World of Warcraft.
- Unas criaturas parecidas a un duende, llamados Grentch, aparece en el juego de PC Guild Wars. Como El Grinch, destruyen todo lo que representa alegría y fiesta, como regalos y muñecos de nieve. También llevan gorros similares al de Papá Noel.
- Hay una referencia a El Grinch en el episodio 11 de la segunda temporada de How I Met Your Mother: el episodio se titula How Lily Stole Christmas ("Cómo Lily robó la Navidad", parodia del título del cuento) y Lily se enfada cuando Ted la llama "Grinch", por lo que ella se lleva todos los regalos y adornos a su apartamento.
- En el capítulo "A Very Glee Christmas" de la segunda temporada de Glee, Sue Silvester aparece disfrazada de Grinch a raíz de que Mr. Shuester le dice que es "una Grinch" por ver la Navidad solo como una fecha para recibir regalos, la pequeña parodia continúa cuando Brittany disfrazada con un atuendo muy similar a Cindy Lou, le pregunta qué hace, esta le responde que está llevándose el árbol para repararlo, pero en realidad se lo está robando. Además, Becky Jackson se disfraza y e incluso acarrea en el trineo a Sue como Max el perro del Grinch.
- En un episodio de la serie Scrubs el personaje principal, J.D., se imagina a su mentor, el Dr. Cox, como el Grinch cuando este le dice que odia la Navidad.
- En Home Alone 1 y 2, Kevin está frente al televisor durmiendo y sale la cara del Grinch. En la segunda película sale imitando a Tim Curry.